# Donja Slatina (Šamac)
Pour les articles homonymes, voir Donja Slatina.
Donja Slatina (en serbe cyrillique : Доња Слатина) est un village de Bosnie-Herzégovine. Il est situé dans la municipalité de Šamac et dans la république serbe de Bosnie. Selon les premiers résultats du recensement bosnien de 2013, il compte 519 habitants.

## Démographie

### Évolution historique de la population dans la localité
| 1948 | 1953 | 1961 | 1971 | 1981 | 1991 | 2013 |
| ---- | ---- | ---- | ---- | ---- | ---- | ---- |
| -    | -    | 728  | 764  | 692  | 623  | 519  |

|  |